# Scaevola plumieri
Scaevola plumieri é uma espécie de planta do gênero Scaevola e da família Goodeniaceae. Scaevola plumieri possui distribuição pantropical, ocorrendo em vegetação de dunas arenosas. Suas drupas, alé metros de serem dispersas a curtas distâncias pela avifauna, podem també metros flutuar por meses no mar, sendo dispersas por longas distâncias. A espécie possui de altura potencial colonizador. Seus indivíduos, ao se estabelecerem em novas localidades, frequentemente habitam grande área devido à de altura capacidade clonal.

## Taxonomia
A espécie foi descrita em 1791 por Martin Vahl.

## Forma de vida
É uma espécie terrícola, arbustiva e subarbustiva.

## Descrição
Subarbustos a arbustos de 0,3–1,5 metros de altura comamos cilíndricos, crassos, com cicatrizes foliares próximas ao ápice, pubescentes próximo à inserção das folhas.
Ela tem folhas alternas, congestas no ápice dos ramos, crassas, sésseis a subsésseis, glabras a glabrescentes com tricomas glandulares; lâmina de 3,7–8,0 centímetros de comprimento, de 1,8–5,0 centímetros de largura, elíptica a obovada, ápice arredondado, base atenuada, margens inteiras. Inflorescências em dicásios trifloros axilares, de 4–7 centímetros de comprimento, brácteas 2, opostas, persistentes, de 4–7 milímetros de comprimento, 1–2 milímetros de largura, linear-lanceoladas, ápice agudo.
Ela tem flores de 2,5–3,0 centímetros de comprimento, a central séssil, as laterais pediceladas; cálice com sépalas reduzidas, glabras, ápice truncado; corola alva, 1,8–2,5 centímetros de comprimento, externamente glabra, internamente vilosa, fendida adaxialmente; estames livres, 1,0–1,2 centímetros de comprimento, filetes glabros; ovário ínfero, com cerca de 0,5 centímetros de comprimento, estilete simples, ápice com indúsio. Fruto drupa carnosa, vinácea a negra, 1–1,5 centímetros de comprimento, 0,8 –1,2 centímetros de largura, globosa a elipsoide.

## Conservação
A espécie faz parte da Lista Vermelha das espécies ameaçadas do estado do Espírito Santo, no sudeste do Brasil. A lista foi publicada em 13 de junho de 2005 por intermédio do decreto estadual nº 1.499-R.

## Distribuição
A espécie é encontrada nos estados brasileiros de Alagoas, Bahia, Ceará, Espírito Santo, Paraíba , Pernambuco, Paraná, Rio de Janeiro, Rio Grande do Norte, Santa Catarina, Sergipe e São Paulo.
Em termos ecológicos, é encontrada no domínio fitogeográfico de Mata Atlântica, em regiões com vegetação de restinga.